# Апо
А́по (таг. Apo) — спящий вулкан на острове Минданао, Филиппины. Высшая точка Филиппинских островов (2954 м). Расположен на границе между провинциями Северный и Южный Давао, на хребте Матутум-Апо, входящем в систему Центральных Кордильер.
В геологическом плане представляет собой совокупность древнего кратера Петтил Мак Кинлей и молодого стратовулкана Апо. Последний сложен андезитами и их пирокластами, состоит из трех слившихся конусов, насаженных на меридиональный разлом. Более поздние образования на северо-восточном склоне покрыты базальтами. На вершине вулкана образовалось озеро диаметром 500 м.
Вулкан находится в сольфатарной стадии. Температура сольфатар составляет 100—300 градусов Цельсия. Фумарольная активность присутствует на высоте 2400 метров на западном склоне вулкана.
Вулкан расположен на территории национального парка Апо (Маунт-Апо), площадью 77 тысяч га, где сохранились вечнозелёные тропические диптерокарповые леса, редкие эндемики и реликты Филиппин.
На вершине этого вулкана находится озеро Венадо с диаметром 442 метра и чистейшей водой.